# 아른트 슈미트
아른트 뤼디거 슈미트(독일어: Arnd Rüdiger Schmitt, 1965년 7월 13일~)는 독일의 전직 펜싱 선수, 치과의사로 주 종목은 에페이다. 1988년 하계 올림픽에서 남자 에페 개인전 금메달과 남자 에페 단체전 은메달을 획득했으며 1992년 하계 올림픽에서 남자 에페 단체전 금메달을 획득했다. 또한 세계 선수권 대회에서 금메달 4개, 은메달 5개, 동메달 4개를 획득했다.

## 수상
- 독일 스포츠 명예의 전당(2016년 7월)

### 수훈
- 은월계수잎 훈장(1993년 4월 23일)